# Nid d'hommes
 (mai 2025).
Si vous disposez d'ouvrages ou d'articles de référence ou si vous connaissez des sites web de qualité traitant du thème abordé ici, merci de compléter l'article en donnant les références utiles à sa vérifiabilité et en les liant à la section « Notes et références ».
Nid d'hommes est un roman de Lu Wenfu, publié en 1995. Il décrit la vie de huit jeunes gens entre 1945 et 1965 dans une habitation traditionnelle de la Venise chinoise, Suzhou. Ce lieu est essentiel, non seulement par la poésie que l'auteur lui assigne, mais aussi parce qu'il est le lieu des petits drames, des joies, des plaisirs que connaissent ces étudiants. Tout au long du roman, on retrouve ce lieu, ce jardin, ces pièces où chacun vit et se rencontre. La destinée des huit jeunes gens est bouleversée par l'arrivée de la Révolution maoïste et les luttes entre factions politiques. Cependant, il ne s'agit pas d'un roman historique, encore moins d'un roman idéologique (quels que soient ses échos autobiographiques).
En tant que portraitiste, Lu Wenfu sait camper ses personnages et décrire avec un recul les vertus, les malices, les mesquineries humaines. C'est un humoriste, qui ne cesse de faire écho aux traditions romanesques de son pays. Derrière le pittoresque, il fait vibrer son sens profond de l'humanité et affirme son refus du manichéisme.[réf. souhaitée]

## Traduction
- Traduction française par Chantal Chen-Andro, Éditions du Seuil (2002,  (ISBN 2-02-039617-3))